# كوون ري سي
كوون ري سي، المعروفة بإسمها المسرحي رايز (بالكورية: 리세)‏ (16 أغسطس 1991 - 7 سبتمبر 2014) كانت مغنية كورية جنوبية.

## روابط خارجية
- ريسي على موقع ميوزك برينز (الإنجليزية)